# Central nuclear de Medzamor
A Central nuclear de Metsamor (armênio: Մեծամոր ատոմակայան), também conhecida como Oktemberyan ou Medzamor, foi construída durante os anos 1970 a cerca de 30 km a oeste de Erevan.
A usina foi construída com dois reatores nucleares VVER-440 Model V230, e a tecnologia usada na época não atende as normas de segurança atuais.
O fator geológico contribuiu para o seu fechamento definitivo em 2007, já que ela está próxima a uma falha sísmica.
O sismo de Espitaque, em 1988, teve seu epicentro localizado na cidade próxima à Central, fazendo muitos sobreviventes temerem um vazamento de proporções catastróficas.